# Parroquia de Saint Catherine
La Parroquia de Saint Catherine (en inglés: Saint Catherine Parish) es una de las catorce parroquias que forman la organización territorial de Jamaica, se localiza dentro del condado de Middlesex.

## Demografía
La superficie de esta división administrativa abarca una extensión de territorio de unos 1.192 kilómetros cuadrados. La población de esta parroquia se encuentra compuesta por un total de medio millón de personas (según las cifras que arrojó el censo llevado a cabo en el año 2001). Mientras que su densidad poblacional es de unos cuatrocientos diecinueve habitantes por cada kilómetro cuadrado aproximadamente.